# Château de Montflour
Le château de Montflour est un édifice situé à Tardes, en France.

## Localisation
Le château est situé sur le territoire de la commune de Tardes dans le département de la Creuse et la région Nouvelle-Aquitaine.

## Description
Le domaine se compose du château de Montflour et de ses dépendances. Le château est constitué d'une partie ancienne agrandie au XVIIe siècle d'un avant-corps formant pavillon. Une tourelle carrée a été ajoutée en 1883. Vers l'ouest, à l'emplacement de bâtiments anciens démolis en 1883, a été élevé en 1895 un château fort de style néogothique, composé d'un pavillon en forme de donjon crénelé flanqué d'un faux châtelet à deux tourelles dissymétriques et d'une tour d'escalier. 

## Histoire
Ancien siège d'une seigneurie de la Combraille datant en partie des XVIe et XVIIe siècles, agrandie en forme de château fort entre 1880 et 1895 par Ludovic Souchard, avocat à Montluçon. 
Le château est inscrit partiellement (éléments protégés : les façades et toitures du château ; les trois pièces à décor néogothique du rez-de-chaussée) au titre des monuments historiques par arrêté du 6 juin 1996.